# Stefan Lochner

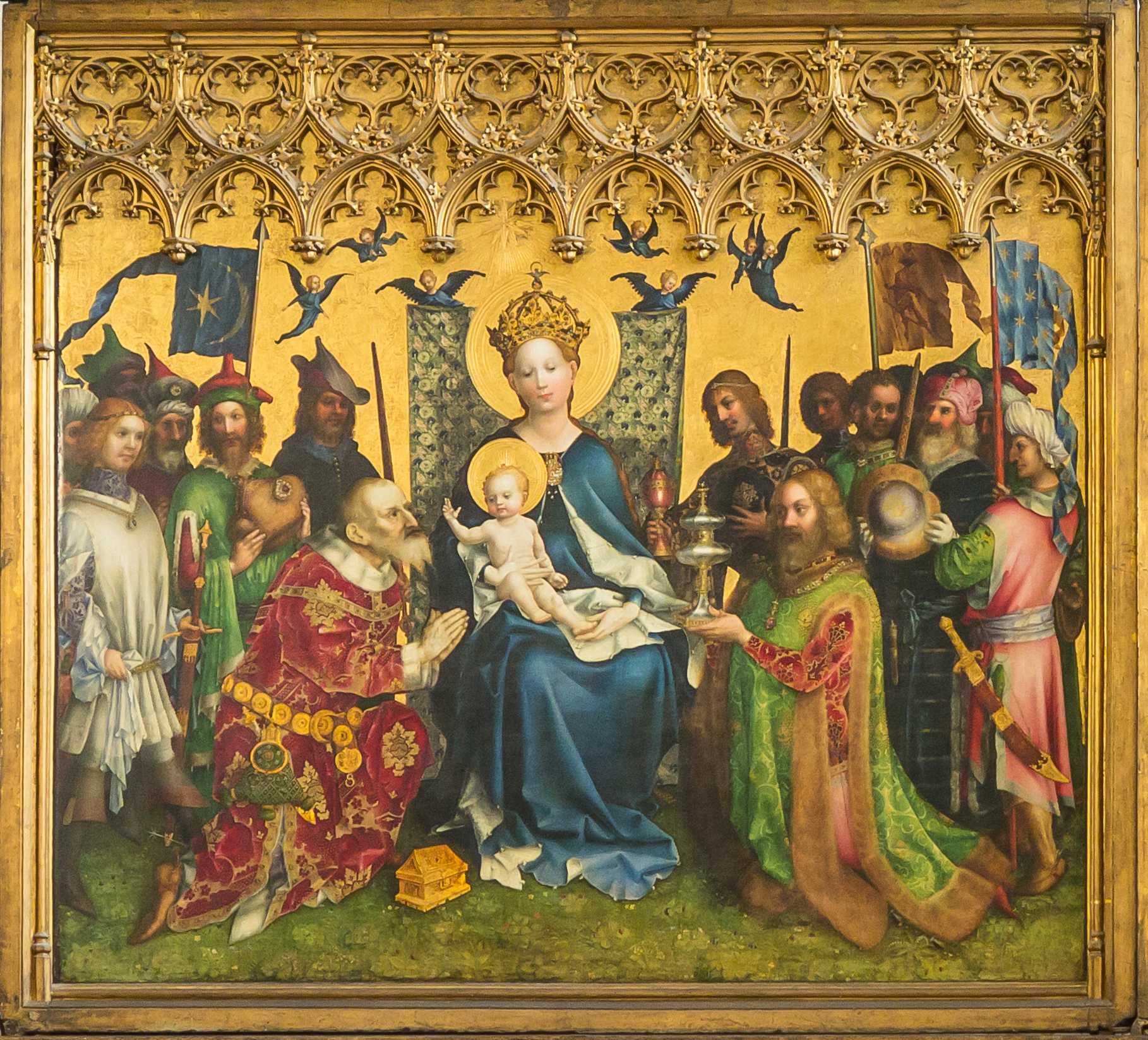
Mittelteil des dreiteiligen Flügelaltars der Kölner Stadtpatrone, Köln

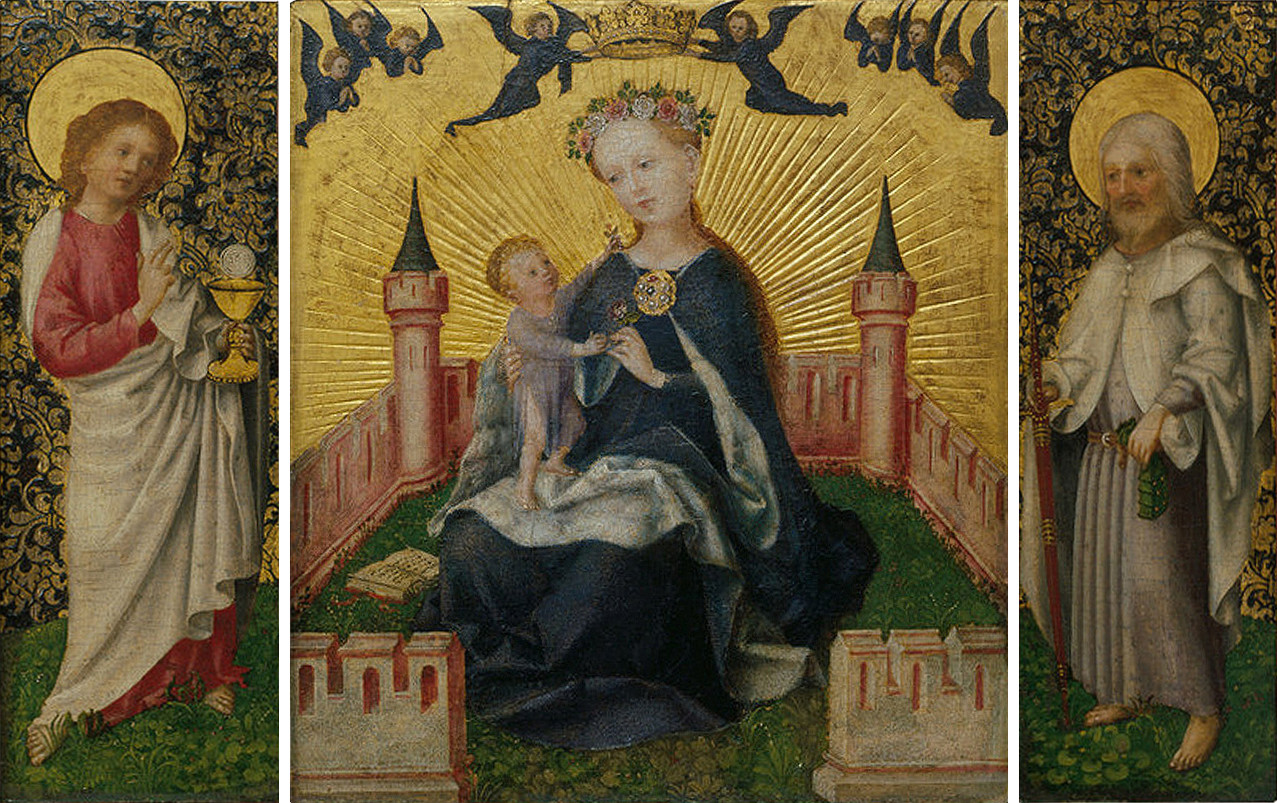
Muttergottes im Paradiesgarten, Köln

Stefan Lochner, seltener auch Stephan Lochner (* um 1400 bis 1410 in Meersburg am Bodensee; † 1451 in Köln, vermutlich an der Pest), Meister Stefan, ist der bedeutendste Maler der Kölner Malerschule. Er war ein Hauptvertreter des Weichen Stils und einer der ersten Rezipienten der neuen niederländischen Malerei um Robert Campin und Jan van Eyck.

## Identität, Lebensdaten und Werkbedeutung

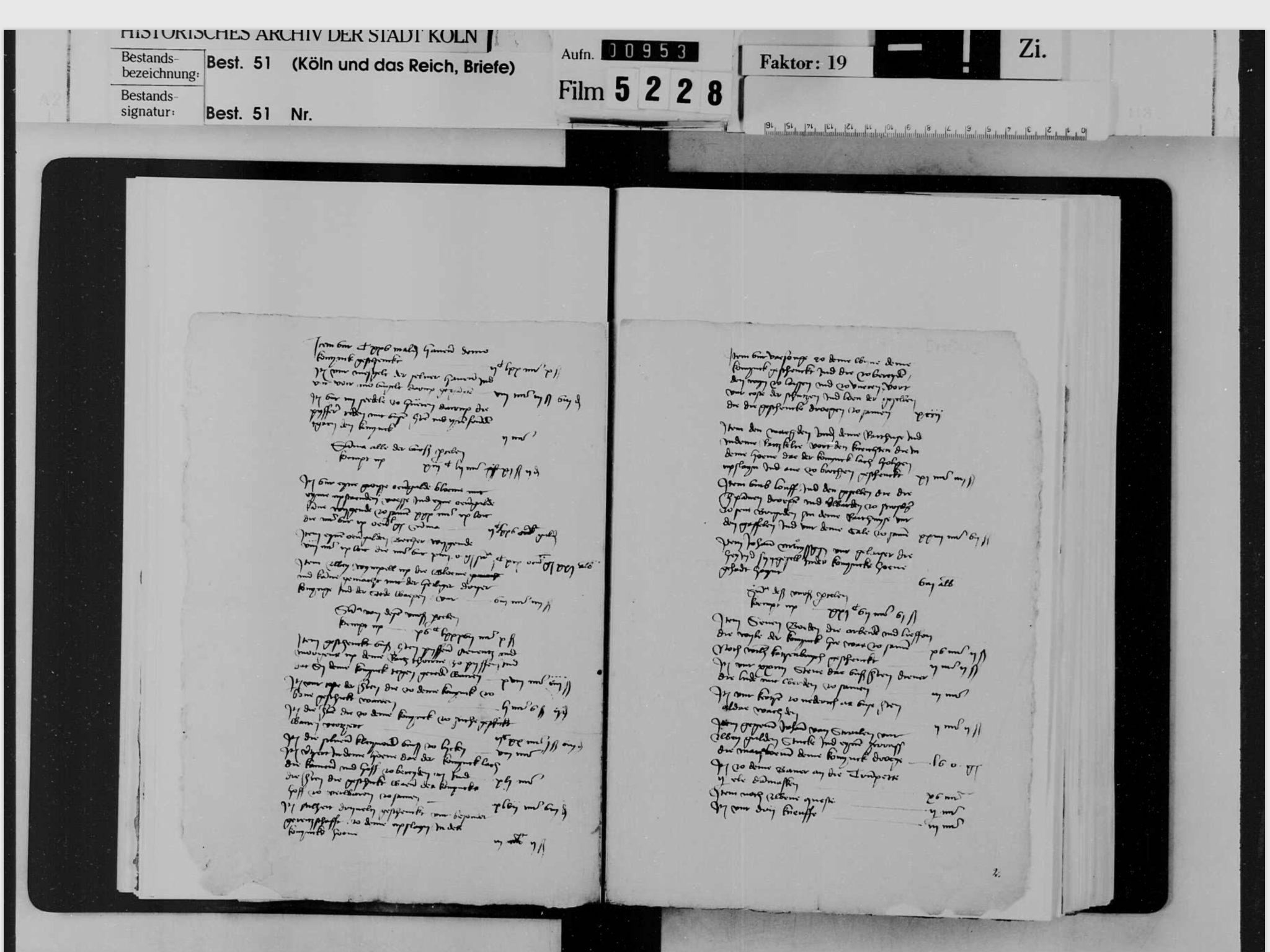
Teil der Urkunde zum Kaiserbesuch im Juni 1442 (Kölner Stadtarchiv)

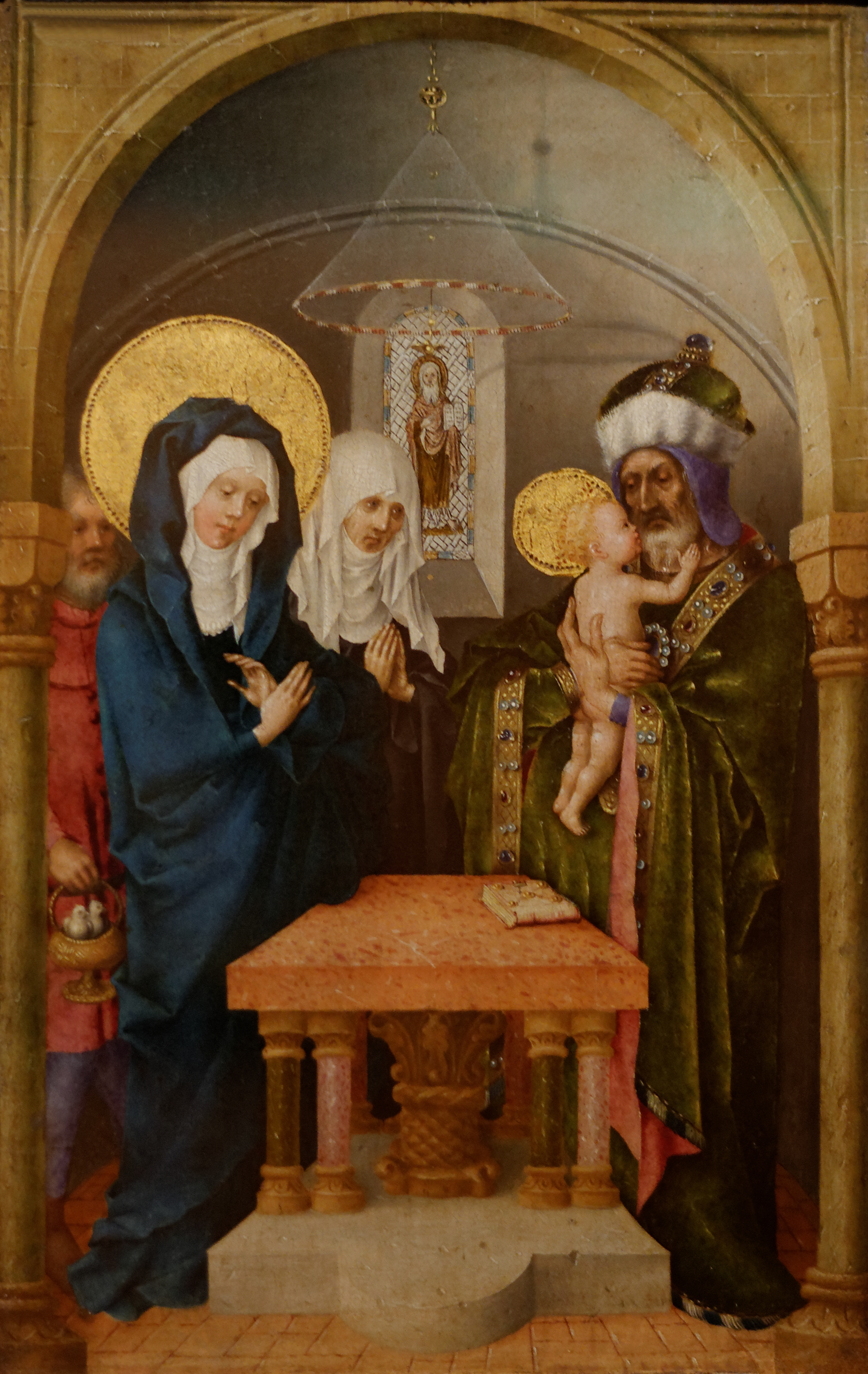
Darbietung im Tempel, Lissabon

Kein Werk Stefan Lochners ist signiert. Der Maler der Madonna im Rosenhag und des Altars der Stadtpatrone war bis zum 19. Jahrhundert, als das Interesse an der Kölner Malerei des Mittelalters erwachte, ein namenloser Unbekannter. 1822 verwies Johanna Schopenhauer, die Mutter des Philosophen, in ihren Schriften auf die Tagebuchnotiz Albrecht Dürers, die dieser in den Aufzeichnungen anlässlich seiner Reise in die Niederlande und dem Aufenthalt in Köln niedergeschrieben hatte. Dürer berichtet, er habe in Köln zwei Weißpfennige bezahlt, um sich eine Altartafel aufsperren zu lassen, die von der Hand eines „Meister Stefan“ stamme. Nach der Auffindung dieser Notiz suchte die Forschung in den mittelalterlichen Kölner Quellen einen Maler namens Stefan und fand Stefan Lochner, den man also mit Dürers „Meister Stefan“ gleichsetzte. Da man davon ausging, dass nur der Altar der Stadtpatrone, der sich zu Dürers Zeiten in der gegenüber dem Rathaus gelegenen Ratskapelle befand, Dürer derart interessiert haben konnte, identifizierte man erstens das von Dürer nicht näher benannte Bild mit dem Altar der Stadtpatrone und zweitens den genannten „Meister Stefan“ mit dem in den Quellen als prominenter Maler belegten Stefan Lochner. Diese Identifizierung ist weithin akzeptiert, jedoch neuerdings wieder in Frage gestellt worden. Die übrigen als Lochner-Arbeiten geltenden Werke werden ihm aufgrund stilistischer Verwandtschaft mit dem Altar der Stadtpatrone zugeschrieben.

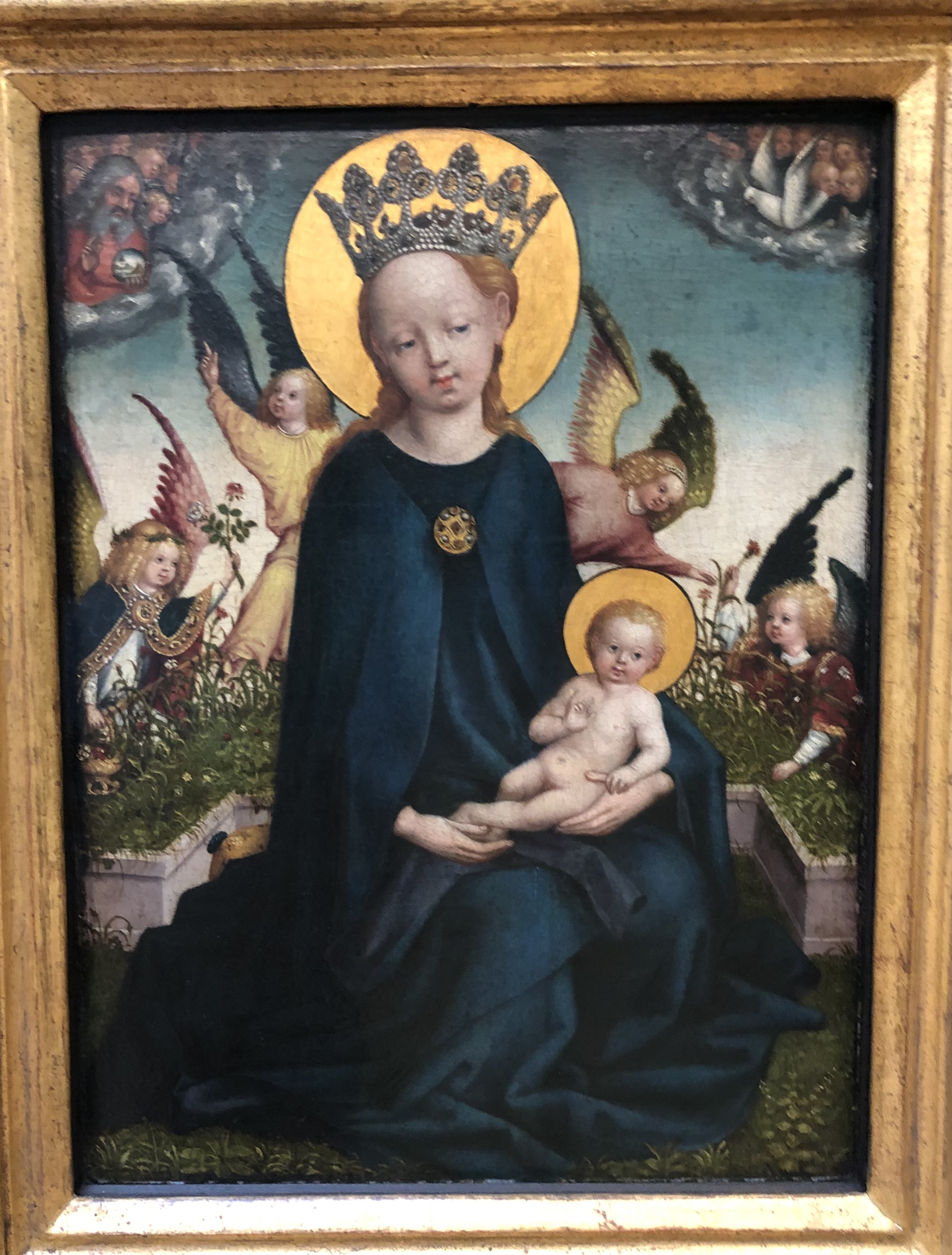
Maria mit Kind vor der Rasenbank, München

In den Quellen ist Stefan Lochner nachweisbar 1442–1451 in Köln tätig, lebte aber vermutlich schon früher dort. Seine Familie stammte vom Bodensee, wie ein Schriftstück belegt, mit dem der Kölner Rat das Erbe von Lochners Eltern im August 1451 in Meersburg am Bodensee einforderte. Daher gilt Meersburg als sein Geburtsort, wenn auch über den Aufenthalt der Eltern, Alhete und Georg, zur Geburtszeit Stefans nichts belegt ist. Sogar ein auf keinerlei Belegen fußendes „Lochner-Geburtshaus“ wurde im 20. Jahrhundert zeitweise in Meersburg ausgeschildert. Der Vater war Schmied. Wie Lochner zur Malerei kam, ist nicht bekannt.

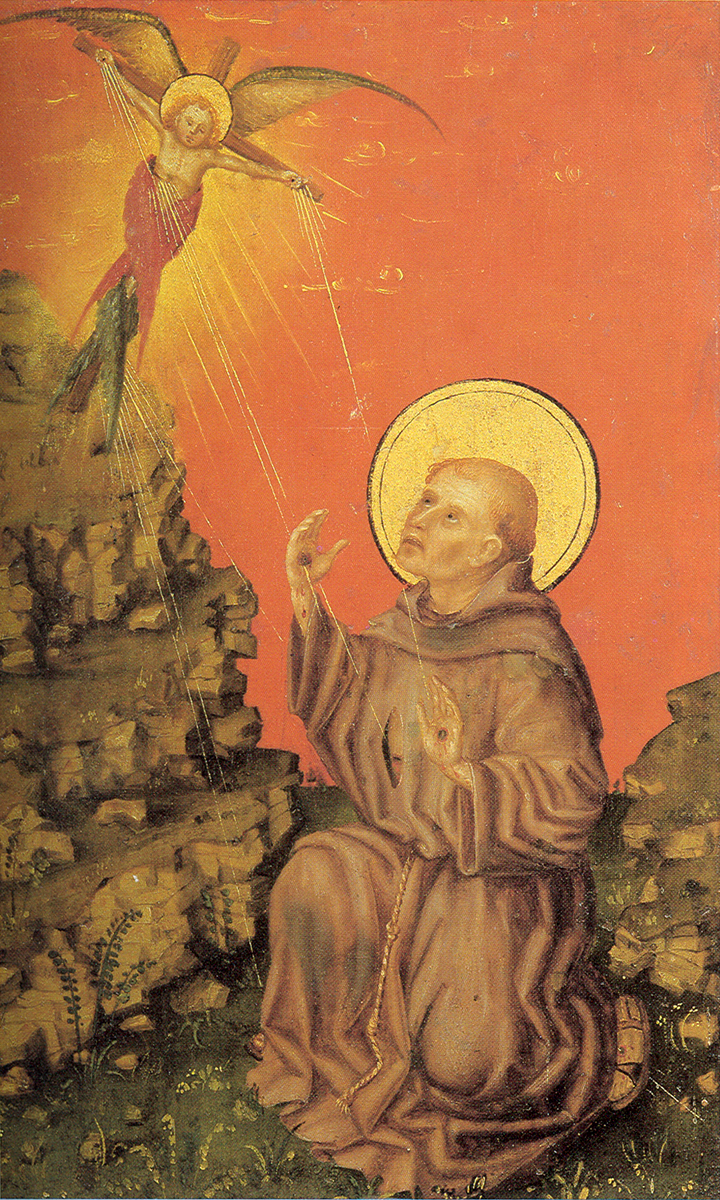
Stigmatisierung des Heiligen Franziskus, Lissabon, (Rückseite)

Lochner wurde zweimal, 1447 und 1450, jeweils an Weihnachten zum Ratsherrn der Kölner Schildergaffel gewählt. Zuvor erwarb er im Jahr 1447 das Bürgerrecht der Stadt. Zwei Hauskäufe (Haus Roggendorf in der Großen Budengasse (1442) im Kirchspiel St. Laurenz und ein Doppelhaus am Quatermarkt (1444) im Kirchspiel St. Alban) zeugen von Wohlstand und geben Hinweise auf Wohn- und Arbeitsstätte des Meisters. Für den Rat der Stadt Köln führte er mehrere Aufträge aus, so zum Beispiel Festschmuck (Schilde und Stäbe) zum Kaiserbesuch 1442. Er starb, wie auch seine Frau, nachweislich 1451, vermutlich an der damals grassierenden Pest. Seine Gebeine ruhen auf dem ehemaligen Pestfriedhof oder auf dem Kirchfriedhof am Quatermarkt, bei St. Alban.
Lochner ist bekannt für die in fließende Gewänder gehüllten, puppenhaften Figuren mit lieblichen Gesichtern und bunten Farben. Für seine Werke ist charakteristisch, dass er den Weichen Stil der Zeit um 1400–1420 konserviert und ihn mit dem neuartigen Naturalismus der niederländischen Malerei (Jan van Eyck) verbindet. Seine Malerei fußt in der Tradition der Kölner Meister wie des Veronika-Meisters. Ob es sich beim Meister des Heisterbacher Altars um einen anderen, von Lochner beeinflussten Künstler handelt, ob dieser Meister ein Vorläufer Lochners war oder ob womöglich der Heisterbacher Altar ein Frühwerk Lochners ist, bleibt umstritten. Die Anregungen der neueren Kunst erhielt Lochner möglicherweise auf einer Reise in die Niederlande, doch auch eine Beeinflussung durch nach Köln gekommene niederländische Werke ist denkbar.
Im Auftrag des Rates der Stadt Köln schuf er den Altar der Stadtpatrone. Die Gesichter der nachweisbar damals noch mumifizierten Heiligen Drei Könige sind von ihm lebensecht abgebildet worden. Dieses Werk wird oft „Dombild“ genannt, obwohl es sich ursprünglich nicht im Kölner Dom, sondern in der Ratskapelle befand. Im Dom befindet es sich erst seit 1810.
Lochner hat die Heiligen in geradezu verschwenderischer Weise mit kostbaren, reich mit Edelsteinen und Perlen besetzten Werken der Goldschmiede geschmückt. Maria, Ursula, Katharina und Andere tragen Kronen, Jungfrauen Diademe. Hüte, Barette und Turbane sind mit Agraffen ausgezeichnet. Vor der Brust von Maria und Ursula findet man prächtige Kleinodien. Gewänder, Borten und Mitren sind vielfach mit leuchtenden Edelsteinen und Perlen besetzt. Die naturalistischen Darstellungen lassen vermuten, dass es für die Kostbarkeiten reale Vorbilder gegeben hat.
Stets malte Lochner auf hohem Niveau und mit kostbaren Hilfsmitteln (Gold und teure Pigmente). Seine Werke waren meist Auftragsarbeiten für betuchte und gebildete Kölner mit religiösen Bedürfnissen. Aufgestellt waren sie überwiegend in Kirchen und Klöstern.

## „Madonna im Rosenhag“

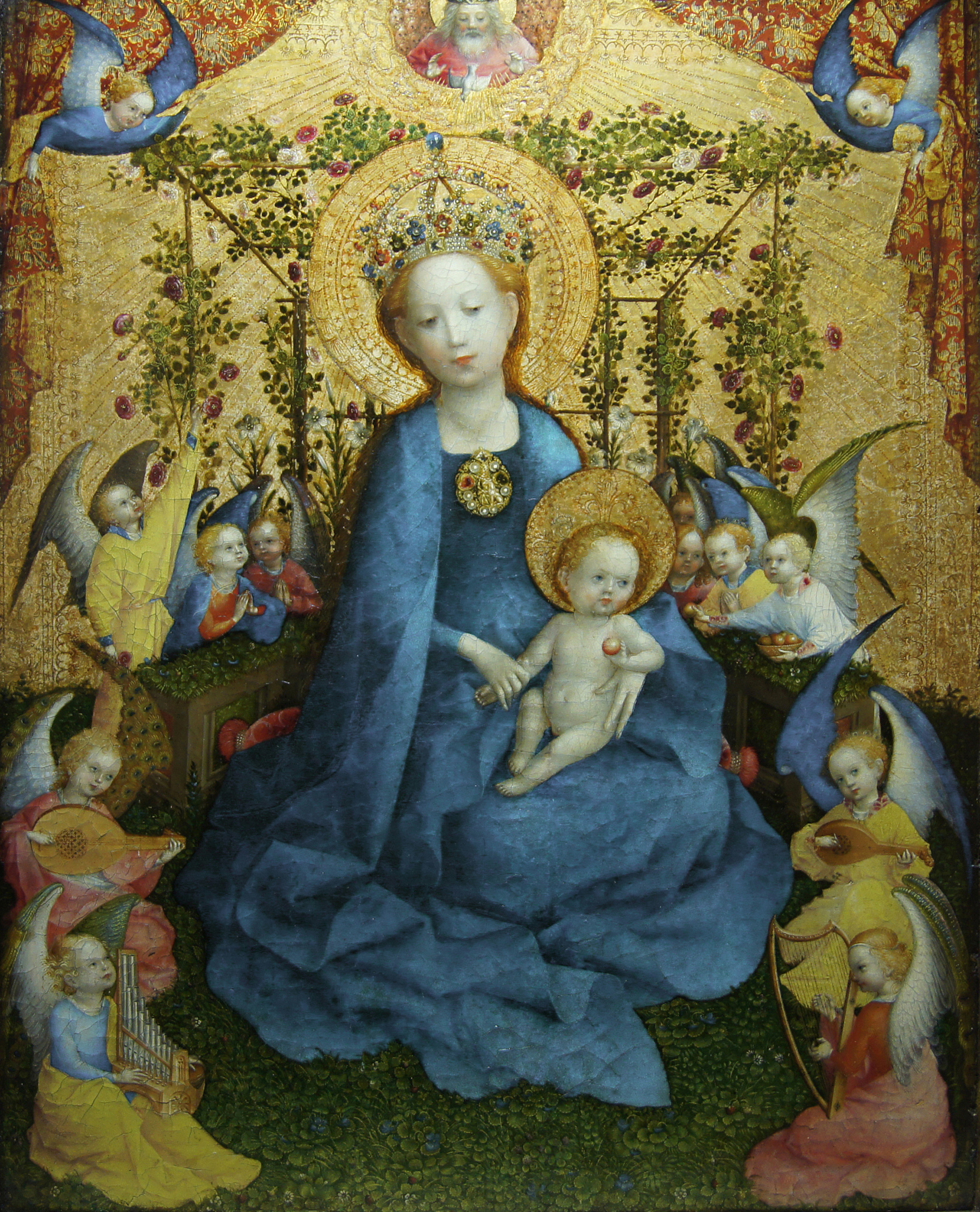
Stefan Lochner, Madonna im Rosenhag, etwa 1448, Köln, Wallraf-Richartz-Museum & Fondation Corboud

Neben den Altarwerken ist Lochners Madonna im Rosenhag (auch: Muttergottes in der Rosenlaube) eines seiner bekanntesten Werke. Der Betrachter hat die Chance, hier einen Blick in den Himmel, ins himmlische Paradies zu werfen. Es entstand um 1445, eventuell noch 1451, und befindet sich heute im Wallraf-Richartz-Museum in Köln. Vermutlich ist in diesem Werk das letzte erhaltene Werk Lochners, also aus der reifen Zeit seiner Kunst, zu sehen. Es ist etwa 50 Zentimeter hoch und 40 Zentimeter breit und wurde in Mischtechnik auf Eichenholz gemalt.
Zentrale Figur ist die vor einer Rasenbank sitzende, in einen leuchtend blau schattierten Mantel gehüllte Maria. Sie ist dreieckig angelehnt, wobei ihr Kopf leicht aus der Achse hinausrückt, was dem Bild eine Dynamik verleiht. Das Dreiecksmotiv des Brokatvorhangs schließt das Kompositionssystem nach oben konsequent ab. Der Mantel Mariens ist in kostbarem Lapislazuliblau gemalt. Hier zeigen sich unzählige Abstufungen des Blautons. Die Malschichten sind mit feinstem Pinsel aufgetragen und geben dem Bild ihre Leuchtkraft und eine fast überirdische Aura. Maria ist hier als Himmelskönigin dargestellt und mit der Bügelkrone ausgezeichnet. Auf ihrem Schoß befindet sich das Jesuskind, das in der Hand einen Apfel hält – Sinnbild der Überwindung der Erbsünde durch den Kreuzestod Christi. Geflügelte Engel (oder auch Putten) umrahmen die Figur der Madonna mit dem Kind. Vier im Vordergrund sitzende Engel musizieren. Die Flügel des zweiten Engels auf der linken Seite, der eine Laute in den Händen hält, erinnern an die Federn eines Pfaus. Der Pfau ist unter anderem Symbol der Auferstehung und somit ein Christussymbol. Außerdem wurden seine tausend Augen als Zeichen der Allwissenheit Gottes gedeutet.
Drei Engel auf der linken Seite symbolisieren das Himmlische, die Trinität, getrennt von der rechten Seite, wo vier Engel hocken – Vier ist die Zahl der vier Elemente Wasser, Erde, Luft und Feuer; diese Engel stehen für das Erdliche. Zusammen ergeben die Maria umgebenden Engel die Zahl Sieben – jene Zahl, die Erde und Himmel verbindet.
Auffällig ist, dass der Kopf Marias leicht nach rechts geneigt ist – ein Symbol jungfräulicher Empfängnis. Der Samen Gottes (dargestellt durch eine weiße Taube, sie symbolisiert den Heiligen Geist, welcher von Gott gesandt den Samen überbringt) wird nach zeitgenössischem Denken über das Ohr empfangen. Die Rechtsneigung des Kopfes der Maria ist ein sehr oft anzutreffendes und markantes Element von Marienbildnissen und symbolisiert die unbefleckte Empfängnis. Als Schlüsselszene bzw. optisches Zentrum ist der Apfel des Jesuskindes zu nennen, er wird ihm von einem Engel gereicht, diese Verbindung zum Erdlichen (die vier Engel) symbolisiert die Prädestination Jesu – er wird einen irdischen Weg gehen, er ist sterblich.
Von symbolischer Bedeutung ist auch die Einhornbrosche Marias (Symbolbeschreibung im Hauptartikel) und die Himmelskrone, die das Zeichen ihrer königlichen Würde ist. Die goldene Brosche ist zugleich Bildmittelpunkt.
Vor allem die Blumen sind marianische Symbole: Die Madonna sitzt auf einem Teppich aus Erdbeeren, die sich auf den Rasenbänken fortsetzen. Wegen ihrer roten Farbe gemahnt diese Pflanze an die Passion Christi. Die dreiteiligen Blätter verweisen auf die Trinität. Erdbeeren sind wegen ihrer Eigenschaft, gleichzeitig zu blühen und zu fruchten, jedoch auch ein Symbol der Jungfräulichkeit um des Himmelreiches willen.
Hinter der Figur Marias befinden sich rechts außerdem Madonnen-Lilien, die als Symbol der Reinheit, Keuschheit und der unbefleckten Empfängnis zu den bekanntesten Attributen der Jungfrau Maria gehören. Von besonderer Bedeutung sind hier aber die Rosen. Einer alten Legende zufolge hatte die Rose vor dem Sündenfall der Menschen keine Dornen und da Maria von der Erbsünde bewahrt blieb, wurde sie „Rose ohne Dornen“ genannt. Infolge dieser Tradition verbreitete sich der Bildtypus der „Rosenmadonna“ oder „Madonna im Rosenhag“. Für letzteren Typus, in dem Maria umgeben von Engeln und Heiligen in einer Rosenlaube oder vor einem Rosenstrauch sitzt, ist Lochners Bild ein typisches Beispiel.
Die „Madonna im Rosenhag“ entspricht ebenfalls dem Typus der Madonna im Paradiesgarten, wo sie als Himmelskönigin mit ihrem Kind thront. Unterstützt wird dieser Bildtypus, wie bereits beschrieben, durch den symbolischen Apfel, die musizierenden Engel und den Goldgrund, der den Eindruck vom himmlischen Paradies unterstützt.

## Weltgerichtsaltar

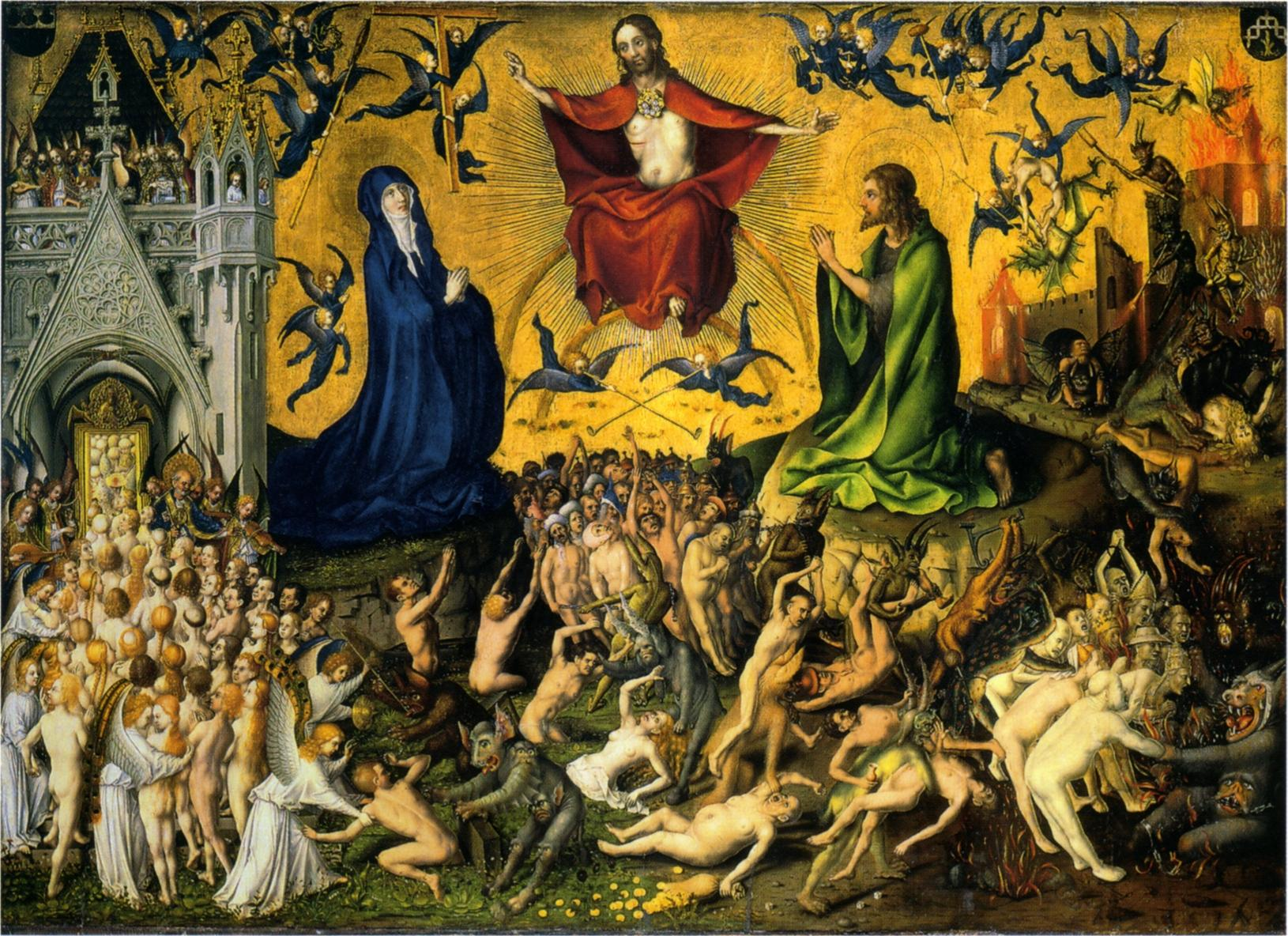
Mittelteil des Weltgerichtsaltars, Köln

Das Werk aus Eichenholz mit 124 × 173 cm (Mittelteil) ist um 1435 entstanden und befindet sich im Wallraf-Richartz-Museum in Köln (Inv. Nr. WRM 66). Es wurde 1803 anlässlich der Auflösung der Laurentiuskirche von F. F. Wallraf erworben. Die Flügelinnenseiten, mit 12 Apostelmartyrien, sind hingegen im Städel Museum in Frankfurt am Main zu finden. Sie wurden ebenso anlässlich der Auflösung der Laurentiuskirche 1803 von Thomas Jakob Tosetti erworben. Das Werk ist auf Nussbaumholz mit Mischtechnik gemalt, hat eine Größe von 127 × 176 cm und befand sich zuvor in St. Laurenz in Köln, wie wohl auch der Mittelteil und die Außenflügel. Die Flügelaußenseiten, die nach übereinstimmenden Forschungsmeinungen auch dazu gehören, werden in der Alten Pinakothek in München ausgestellt. Sie waren ursprünglich auch im Besitz von Thomas Jacob Tosetti und wurden 1812 von den Innenseiten getrennt. Melchior Boisseree brachte die Außenflügel 1827 nach München. Letztmals wurden sie 1936 in Köln gezeigt. Sie sind auch aus Nussbaumholz mit einer Größe von 120 × 80,5 cm. Die Flügel zeigen die Marschälle Gottes: Antonius den Eremit, Papst Cornelius, Bischof Hubertus von Lüttich, Quirinus von Neuss und die Heiligen Maria Magdalena und Katharina.
Die Mitteltafel schildert das Geschehen am Jüngsten Tag vor allem nach der Apokalypse des Johannes. Christus erscheint als Weltenrichter auf dem doppelten Regenbogen, seitlich vor ihm knien Maria und Johannes der Täufer als Deesisgruppe (Fürbitter). Christus wendet sich aus seiner Perspektive nach rechts und hat die Rechte segnend zu den Erlösten hin erhoben, während er die Linke über die Verdammten senkt.
Am linken Bildrand zieht eine große Schar von Erlösten, von Engeln begrüßt und begleitet, von Petrus empfangen, in das himmlische Paradies ein. Bemerkenswert: Die Portativorgel auf der Galerie der Himmelspforte ist nahezu baugleich mit der Orgel, die der Engel links unten auf oben beschriebenen Werk „Madonna im Rosenhag“ spielt.
Auf der rechten Bildseite kommt der Zug der jammernden Verdammten aus der Bildmitte nach vorne. Teufel haben die Gruppe umzingelt, führen und schleppen sie nach rechts zum Höllenschlund. Während in der linken Bildhälfte eine reiche grüne Fauna den Boden bedeckt, ist die Erde rechts kahl. Auf beiden Seiten sind Papst, Kardinal, Bischof, König, Mönch, Patrizier und Bürger vertreten. Himmel und Hölle werden durch Gebäude gekennzeichnet, gotische Architektur für den Himmel, romanische, brennende Gebäude für die Hölle. Im Vordergrund werden wie in einer Paraphrase die Laster vorgeführt, derentwegen man verdammt wird. Zu sehen sind Hure, Völler, Prasser, Spieler und Trinker mit den jeweiligen Merkmalen.

## „Madonna mit dem Veilchen“

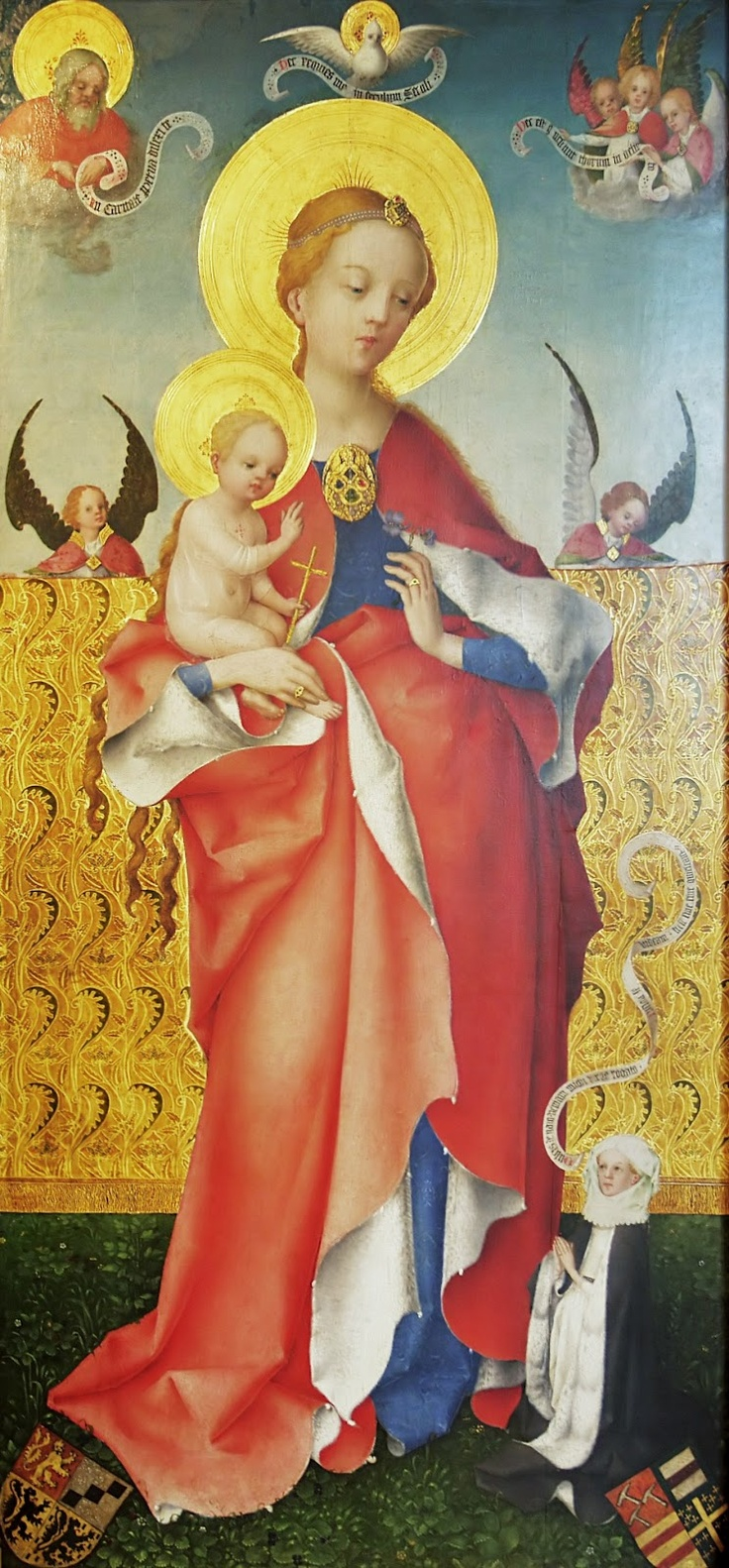
Veilchenmadonna, Köln

Die Madonna mit dem Veilchen, Mischtechnik auf Eichenholz, ca. 1450, befindet sich heute im Museum Kolumba in Köln. Die Maße von 211 × 99 cm scheinen ein privates Andachtsbild ebenso auszuschließen wie ein Altarbild. Das Werk wurde Mitte des 19. Jahrhunderts im Keller des Kölner Priesterseminars gefunden. Es war stark durch Übermalungen verändert: Aus Maria war eine thronende Madonna geworden, die Stifterin war nicht mehr zu erkennen. Zuvor war das Werk wohl in der Kirche St. Cäcilien, wahrscheinlich an einem Mittelschiffpfeiler oder in der benachbarten Kirche St. Peter.
Als Stifterin ist unten rechts Elisabeth von Reichenstein (geb. um 1408, Äbtissin ab 1443, gest. 1486), die letzte Leiterin des Kölner Cäcilienstiftes zu sehen. Sie gab das Gemälde bei Lochner in Auftrag. Durch die Wappenschilde, heraldisch rechts das des Vaters Wilhelm von Reichenstein, links das der Mutter Irmgard von Hammerstein, eindeutig identifiziert, kniet sie zu Füßen der königlich gewandeten Gottesmutter. Den Wappen fehlt der sonst übliche aufwendig heraldische Schmuck. Elisabeth trägt eine weiße Haube und einen pelzgefütterten (sibirisches Eichhörnchen) Chormantel. Würdezeichen, wie Kette, Brustkreuz, Ring oder Stab, die auf ihr Amt als Äbtissin hinweisen könnten, fehlen dagegen. Bekannt geworden ist Elisabeth vor allem durch ihren heftigen Widerstand gegen die Umwandlung ihres Stiftes in ein Augustinerkloster für die Nonnen des 1474 zerstören Klosters Weiher. Sie wurde deshalb sogar kurzzeitig exkommuniziert. Dieses war der Gottesmutter gewidmet, sodass dem Bildinhalt: „Elisabeth vor Maria“ eine besondere Bedeutung zukommt, was seine spätere Verwendung und Standort betrifft.
Das Gebet, das sich auf dem Schriftband über der Stifterin entrollt, ist der Jenseitsvorsorge gewidmet: „Süße Jungfrau, erbitte mir Gnade von deinem Kinde. Steh für mich ein, dass ich dich schaue und mit dir Ruhe finde ohne Ende.“ Die drei oberen Spruchbänder enthalten Bibelzitate, die die Stimmung wiedergeben und Maria bzw. die Jungfräulichkeit loben (Jer. 31,1; Ps. 131,14; Weish. 3,13). Bildlich stehen diese bei den Abbildungen Gottvaters, des heiligen Geistes und einer Engelschar. Diese passen von den Grössen eher zu der Stifterin. Den Grundton, mit dem das Geschehen unterlegt ist, gibt das Veilchen in der linken Hand der Gottesmutter vor: Es steht für die Demut. Elisabeth kniet auf einer Wiese mit blühenden Veilchen und Erdbeeren, die zum Himmelsblau des Hintergrundes durch einen Vorhang aus Goldbrokat abgeschlossen wird. Über den ursprünglichen Bestimmungsort des Tafelbildes ist nichts bekannt. Denkbar wäre, dass es für den bereits 1272 belegten Marienaltar im südlichen Seitenschiff der Stiftskirche St. Cäcilien (heute Museum Schnütgen) angefertigt wurde oder im Mittelschiff an einem Pfeiler hing, worauf das längliche Format des Bildes schließen lässt.

## Trivia

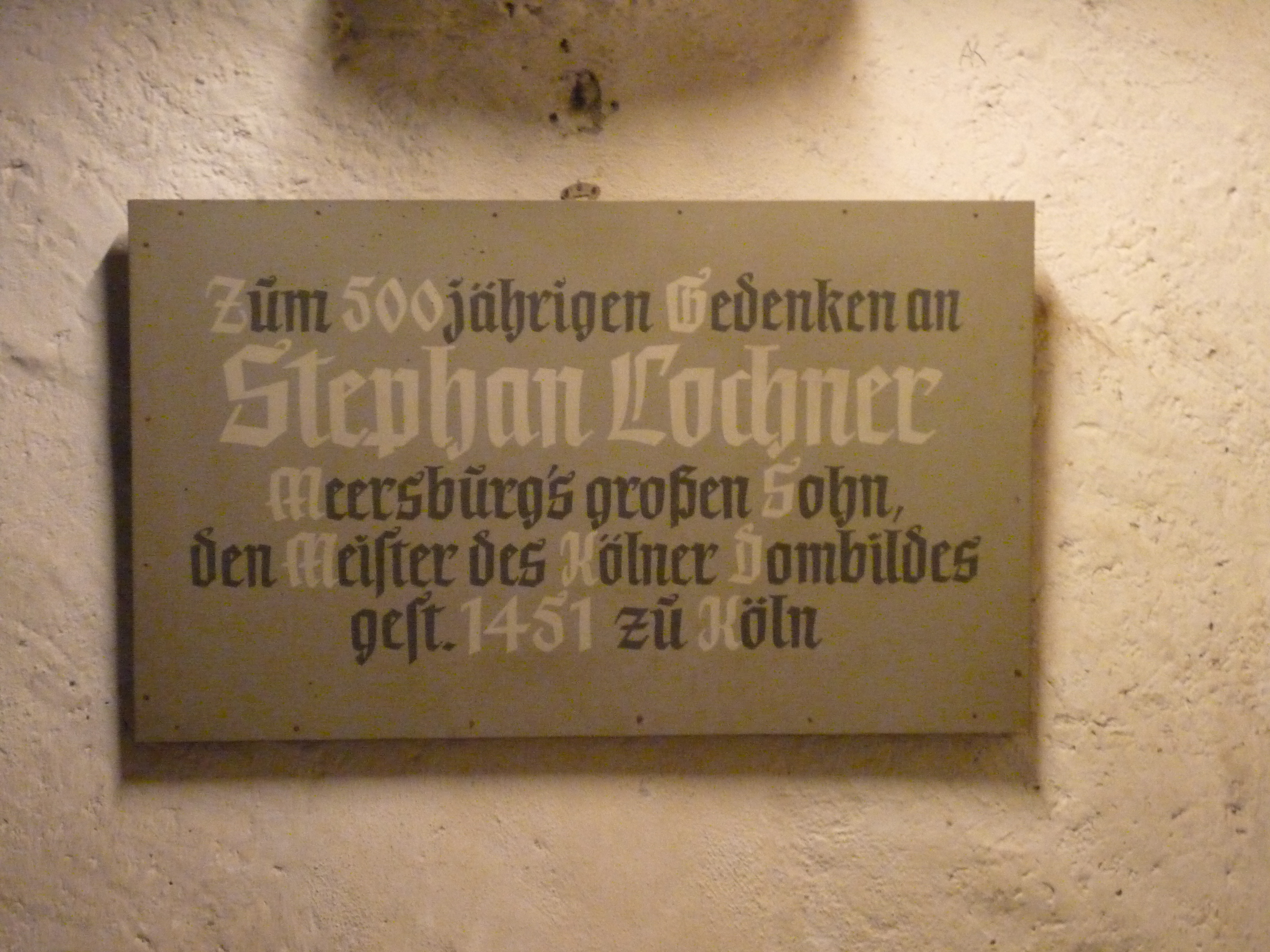
Gedenktafel in der Burg Meersburg

Posthum machte Lochner Schlagzeilen als Adressat von Werbepost. So versuchte die Deutsche Post AG im April 2007, den seit 556 Jahren toten Maler als Kunden zu gewinnen. Erfolglos – eine Antwort erhielt das Unternehmen vom Dompropst, mit dem Hinweis auf das Ableben des Malers im Jahr 1451. Schon ein Jahr davor bemühte sich ein Kreditkartenunternehmen um die Gunst Stefan Lochners. Damals wurde ihm per Direktwerbung eine goldene Kreditkarte angeboten. Zudem offerierte ihm die Neue Zürcher Zeitung ein Abonnement. Das Erzbistum Köln stellt seither die Vermutung auf, dass Name und der Kölner Dom als Adresse irrtümlich in einer Datenbank für Werbezwecke erfasst wurden.
Der Einsturz des Kölner Stadtarchivs im März 2009 bedeutete zunächst den Verlust aller Dokumente über das Leben des Meisters, siehe oben: Identität, Lebensdaten und Werkbedeutung. Alle Einheiten wurden aber weit vor dem Einsturz mikroverfilmt und können im Digitalen Lesesaal des Stadtarchivs online eingesehen werden. Bis auf die Dokumente zur Ratsherrenwahl und der Anlage des Pestfriedhofes konnten alle übrigen Dokumente inzwischen im Original identifiziert werden.
Am 19. August 2008 wurde der Asteroid (12616) Lochner nach ihm benannt.
In Meersburg, seinem mutmaßlichen Geburtsort, ist eine Straße nach ihm benannt, ebenso in Bornheim, Dormagen, Euskirchen, Frechen, München, Ratingen, Sankt Augustin, Troisdorf und in der Kölner Neustadt. Dort befindet sich außerdem eine nach Stefan Lochner benannte Grundschule.
Die in Aachen befindliche Lochnerstraße hingegen wurde nach Johann Friedrich Lochner benannt.

## Werke
Die Bilder sind nicht signiert.

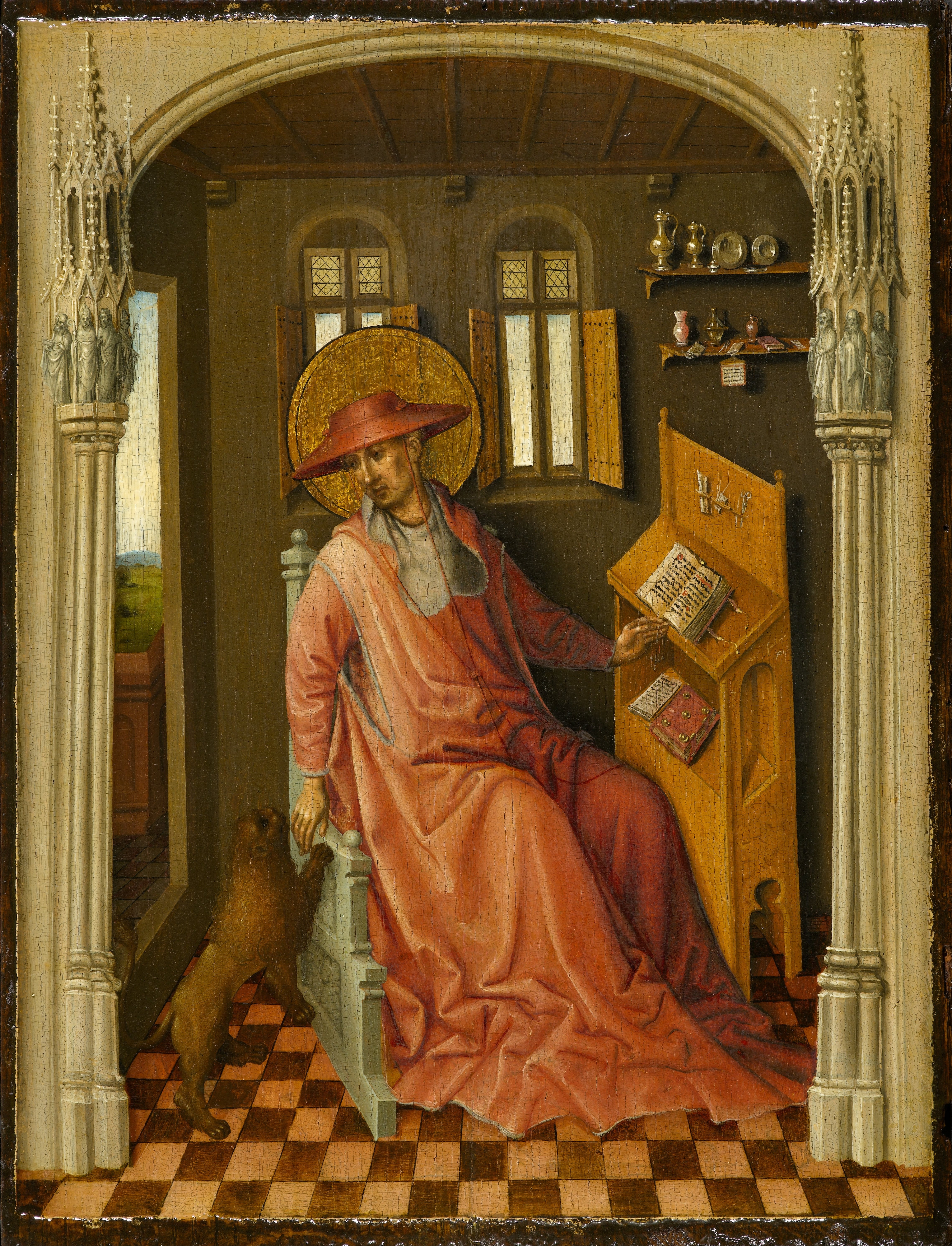
Heiliger Hieronymus im Gehäus, Raleigh

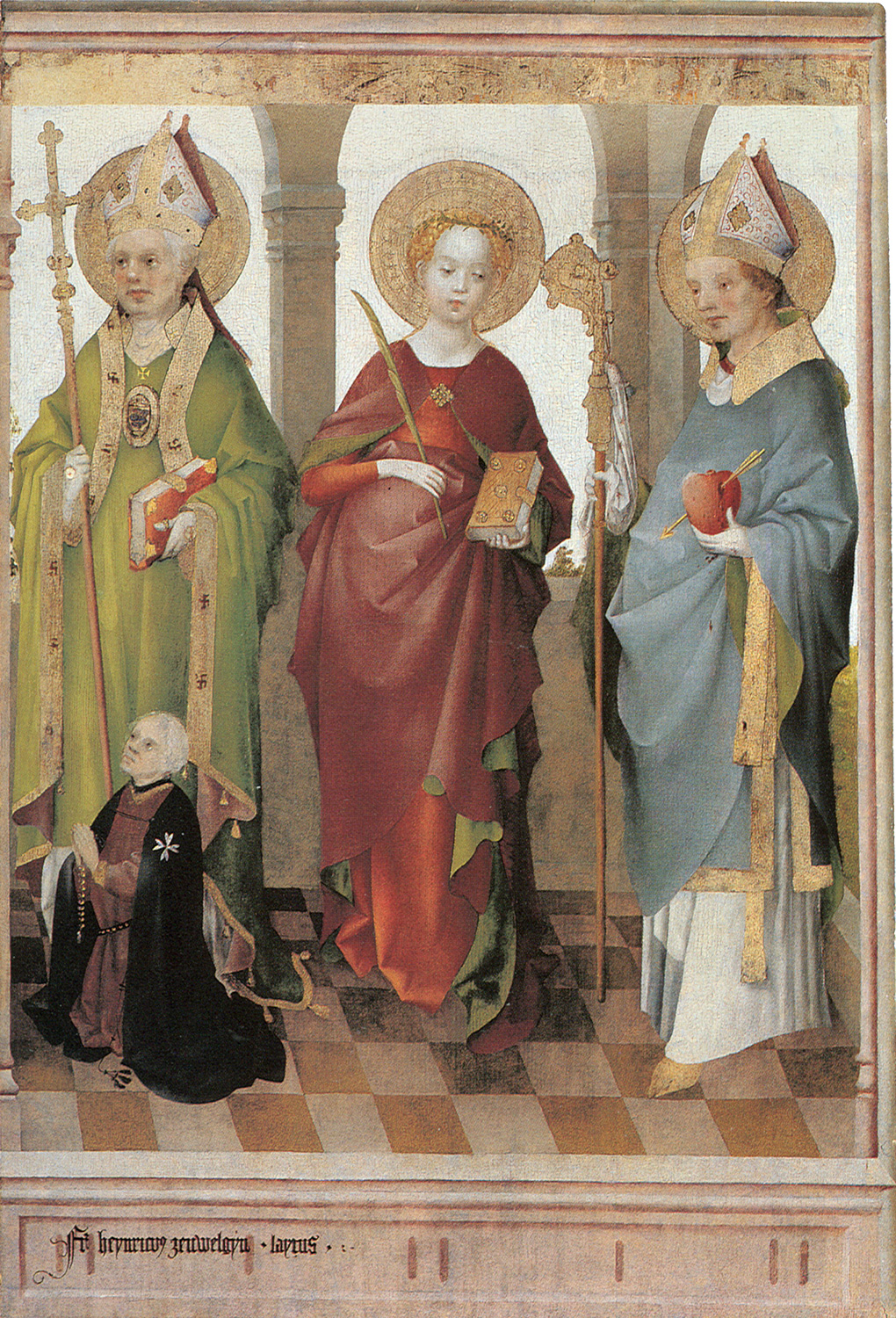
Hl. Ambrosius, Cäcilia, Augustinus mit Stifter, Köln

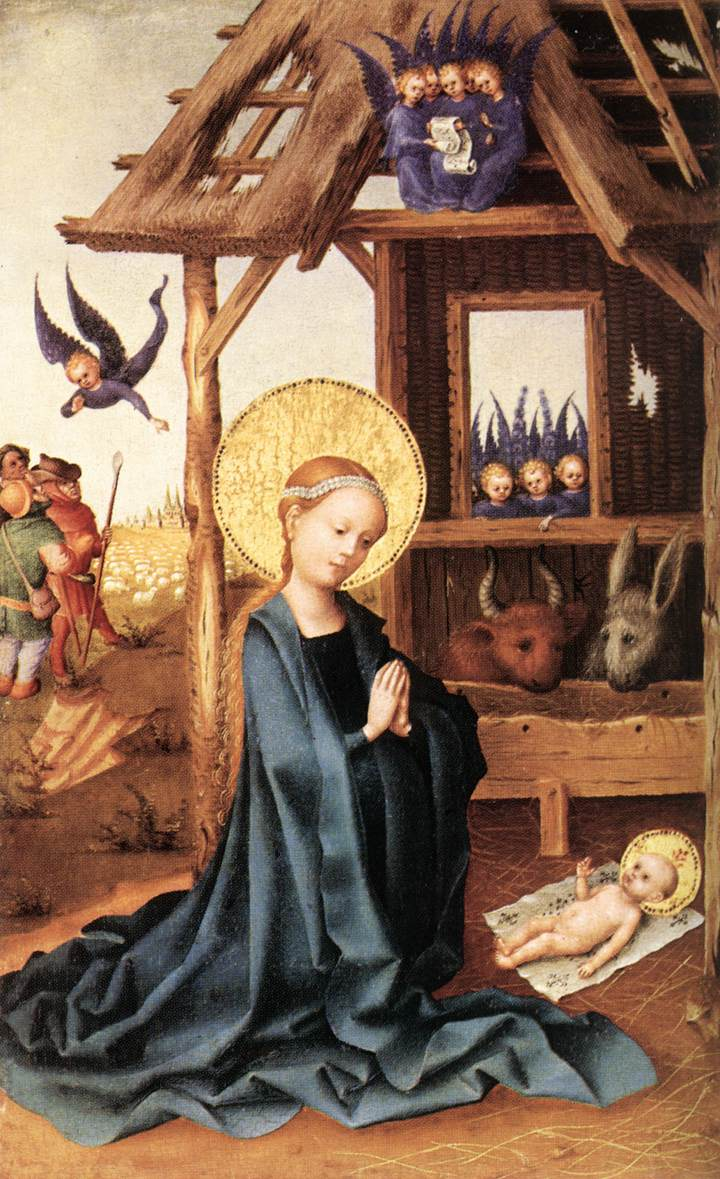
Anbetung des Kindes, München, (Vorderseite)

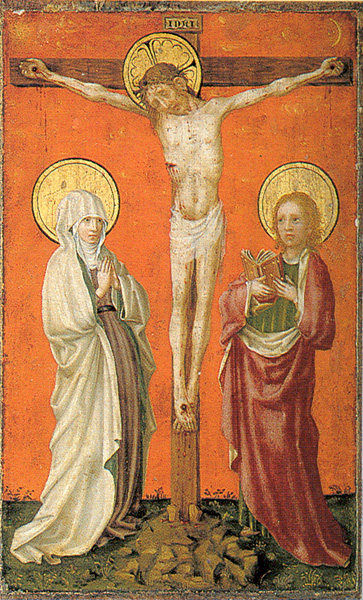
Kreuzigung Christi, München, (Rückseite)

- Weltgerichtsaltar, Eichenholz 124,2-124,5 × 172-173 cm, um 1435, Köln, Wallraf-Richartz-Museum
- Madonna mit dem Veilchen, Öl auf Holz, vor 1450, Kolumba, Raum 15 (Inv. Nr. M 1001-33), Köln[20]
- Altar der Stadtpatrone, auch Dreikönigsaltar oder Kölner Dombild genannt  Eichenholz, dreiteiliger Flügelaltar, Mittelteil 260 × 285 cm, Flügel 261 × 142 cm, um 1445, urspr. für die Rathauskapelle gemalt, Kölner Dom, Köln.[20]
- Christus am Kreuz oder Kreuzigung mit Heiligen, 1439/1440 (Gm 13), Eichenholz, 107,5 × 190,3 cm, mit Wappen der Familien von Dallem und Struyss[21], Germanisches Nationalmuseum, Nürnberg
- Anbetung des Kindes oder auch Geburt Christi, 1445 (Inv. Nr. 13169), Eichenholz, 37,5 × 23,6 cm, Rückseite: Kreuzigung Christi;[22] Maria mit Kind vor der Rasenbank, um 1440 (Inv. Nr. WAF 509), Eichenholz 37 × 28,3 cm; Flügelaußenseiten des Weltgerichtsaltars?, bzw. abgetrennte Aussenseiten der Apostelmartyrien in Frankfurt, nach 1435 (Inv. Nr. WAF 501 und 502), Dargestellt sind Antonius der Eremit, Papst Cornelius und Maria Magdalena auf dem Einen und die Heilige Katharina, Hubertus von Lüttich und der Heilige Quirinus von Neuss auf dem Anderen Flügel, Nussbaumholz, 120 × 80,6 cm; Alte Pinakothek, München[23]
- Zwei Altarflügel – Die Martyrien der Apostel, 1435–1440 (Inv. Nr. 821-832), Nussbaumholz, Maße der Täfelchen etwa: 40 × 40 cm, , Diese beiden Altarflügel stammen aus St. Laurenz in Köln; ihre später abgetrennten Außenseiten befinden sich heute in der Alten Pinakothek in München. Möglicherweise bildeten sie ursprünglich mit dem Weltgericht im Kölner Wallraf-Richartz-Museum ein Altarretabel.  Städelsches Kunstinstitut, Frankfurt am Main
- Darbringung im Tempel, 1447 (Inv. Nr. GK 24), Eichenholz 139 × 126 cm, Vormals: Hauptaltar der Deutsch-Ordenskirche zur hl. Katharina in Köln, Hessisches Landesmuseum, Darmstadt.[20]
- Darbringung im Tempel, 1445, (Inv. Nr. 272), Eichenholz, 37,6 × 23,7 cm, Rückseite: Stigmatisation des hl. Franziskus. Dieses könnte in unmittelbarerem Zusammenhang mit der Kreuzigung Christ (Rückseite der Anbetung des Kindes in München) stehen, da unter andern Aspekten, die Hintergründe identisch sind; Calouste Gulbenkian Museum, Lissabon.[24]
- Madonna im Rosenhag, Eichenholz 50,2–50,5 × 39,6–39,9 cm, ca. 1448, Wallraf-Richartz-Museum (Inv. Nr. WRM 67), Köln
- Zwei Flügel eines Altars, Eichenholz 68,6 × 58,1 cm, 1445–1451, in der National Gallery  in London (Inv. Nr. 705), Innenseite: Hl. Matthäus, Katharina, Johannes der Evangelist, Außenseite: Hieronymus, Cordua? und Gregor der Große. Zu diesem Werk könnte gehört haben und heute im Wallraf-Richartz-Museum, Köln aus Eichenholz 100,5 × 58 cm das Werk: Hl. Markus, Barbara und Lukas (Inv. Nr. WRM 68) sowie die heiligen Ambrosius, Cäcilia und Augustinus mit Stifter, Eichenholz 86 × 57,5 cm, 1451, (Inv. Nr. WRM 69), Köln. Die Mitte des Triptychons ist verschollen.[25]
- Zwei Innenflügel eines Triptychons: Johannes der Evangelist und Maria Magdalena, 1445–1450, Museum Boijmans Van Beuningen, Rotterdam
- Heiliger Hieronymus im Gehäus, Frühwerk, Holz, 39,5 × 30,5 cm, (Inv. Nr. G. 52.9.139). Das Werk war vormals im Besitz einer Freifrau Edith von Schröder und wurde 1922 im Kölnischen Kunstverein und 1936 im Wallraf-Richartz-Museum gezeigt, North Carolina Museum of Art, Raleigh USA[26]
- Drei Handschriften wurden von Lochner mit Buchmalereien ausgestattet. Kennzeichnend für seine Arbeit sind Spiralranken aus goldenen Lilien, Akanthusblättern und Rispen mit stilisierten Blüten und Früchten. Ein Stundenbuch Lochners, um 1451, wurde im kölnischen Dialekt geschrieben. Es befindet sich heute in der Universitäts- und Landesbibliothek Darmstadt. Das Buch aus Pergament misst 10,7 × 8 cm und ist als „Lochner-Gebetsbuch“ inventarisiert.[20][27] Der Einband stammt aus dem 16. Jahrhundert. Kern des Stundenbuchs ist das Marienoffizium. Ein weiteres Stundenbuch, um 1444, aus Pergament, 9,3 × 7 cm, befindet sich im Berliner Kupferstichkabinett.[20] Dieses ist jedoch in Latein geschrieben. Es ist mit 256 Blättern umfangreicher als das Darmstädter Exemplar mit 235 Seiten. Neben Kalender, Marienoffizium, Bußpsalmen, Totenoffizium, Suffragien und zusätzlichen Gebeten am Ende des Buches enthält die Berliner Handschrift Stundengebete (Heiliggeist-Horen) sowie Gebete an die Heiligen Veronika und Jodokus. Ein Wappen unter der Verkündigungsminiatur könnte von einer Familie Struyss stammen, die Auftraggeber des oben erwähnten Werkes: Christus am Kreuz in Nürnberg. Das 3. Exemplar, ein Gebetbuch des Fürsten zu Salm-Salm, ist seit der Lochnerausstellung 1936 verschollen. Es war auch im ripuarischen Dialekt geschrieben und maß nur 9 × 8 cm. Es enthielt das Marienoffizium, Bußpsalmen, Fürbitten und weitere Gebete.[28]

## Werke, die wahrscheinlich von Lochner oder aus seiner Werkstatt stammen
- Stifterbild des Heinrich Bemel, um 1450, (Inv. Nr. 3994), Pergamentminiatur, 27,7 × 17,8 cm, Kestner-Museum, Hannover
- Sitzende Maria mit Kind, um 1440, (Inv. Nr. 20698), Federzeichnung, 12,4 × 9,4 cm, Musée du Louvre. Departement of Arts Graphiques, Paris
- Anbetung des Kindes, um 1440/1450, (Inv. Nr. M2), Tüchleinmalerei auf Seide, 19,2 × 20,4 cm, Erzbischöfliches Diözesan-Museum, Köln
- Apostelmartyrien, der Heilige Paulus

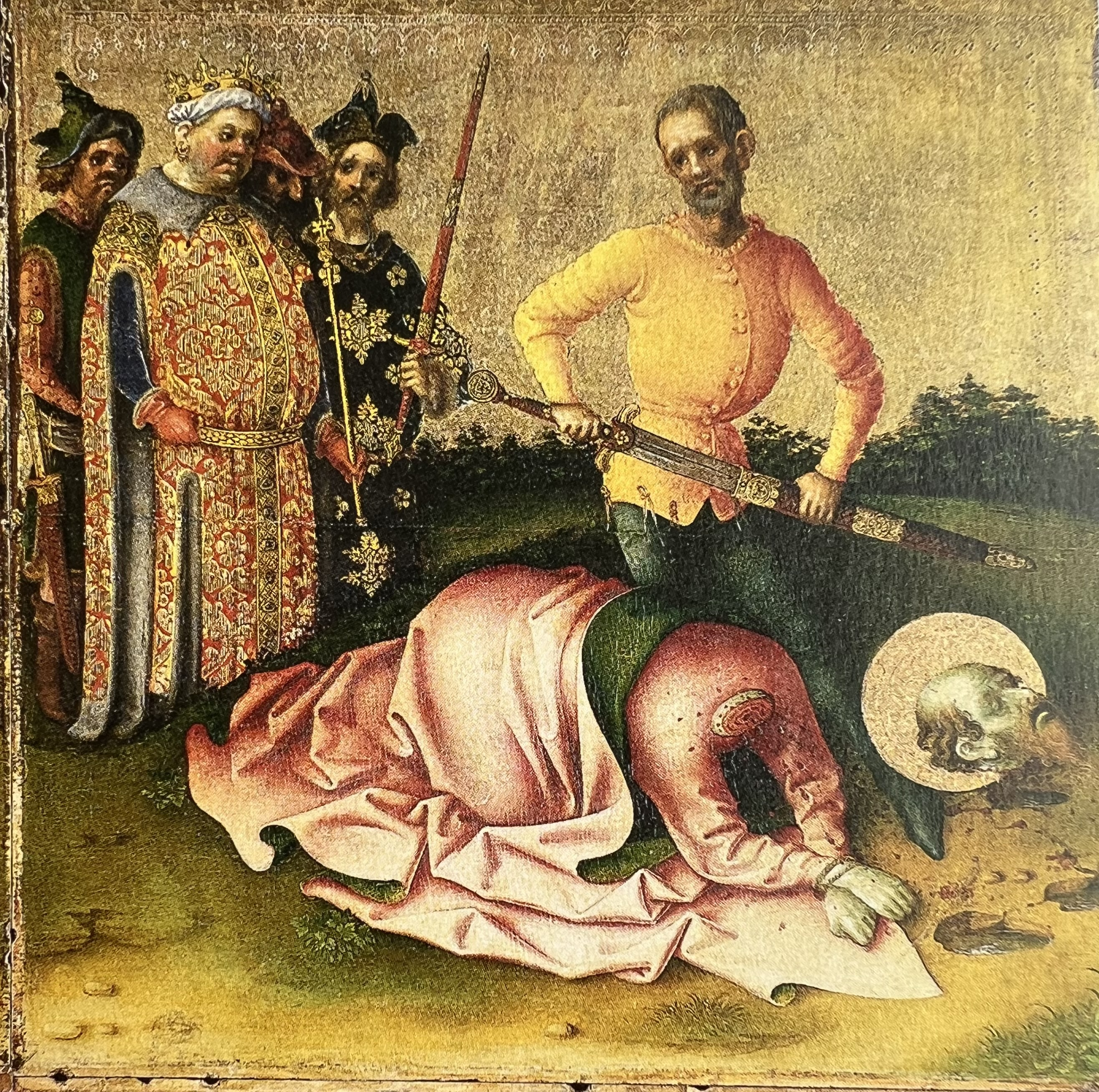
Apostelmartyrien, der Heilige Paulus

Muttergottes im Paradiesgarten, um 1445, Triptychon mit den Heiligen Paulus und Johannes der Evangelist. Die Evangelisten bilden gleichsam die vorderen Türme der Gartenmauer. (Inv. Nr. WRM 70), Eichenholz, Mittelteil 31,3 × 27,5 cm, Flügel je 30,6 × 10,3 cm, Wallraf-Richartz-Museum, Köln
- Heilige Ursula, Rückseite: Heiliger Antonius Abbas, Heilige Katharina, Rückseite: Heilige Barbara, (Inv. Nr. WRM 828 und 829), Eichenholz, je 22 × 9 cm, Wallraf-Richartz-Museum, Köln (Die Tafeln gehörten bis 1930 zur Sammlung Schnütgen)[30]
- Madonna mit der blühenden Erbse, National Gallery of Canada, Ottawa. Sollte Lochner eher 1400 geboren sein, so könnte dieses Werk nach Scheibler ein Frühwerk des Meisters sein.[31]
- Heiliger Mauritius und Gefährten und Heiliger Gereon und Gefährten. Die beiden Werke gehörten wohl zu einem Altar und stammen wahrscheinlich von Lochners Nachfolger. Erstes befindet sich heute im Wallraf-Richartz-Museum und zweites im Germanischen Nationalmuseum in Nürnberg.[32]

Die Werke des „Meisters von 1456“, wie die Madonna auf der Mondsichel oder die Kreuzigungstafel stammen aus dem Umkreis oder der Nachfolge Lochners.

## Ausstellungen (Auswahl)
- 6. Mai bis 28. Oktober 2018: Die Rätsel der Madonna – auf Spurensuche bei Meister Stefan Lochner. In: Hagnauer Museum in Hagnau am Bodensee.

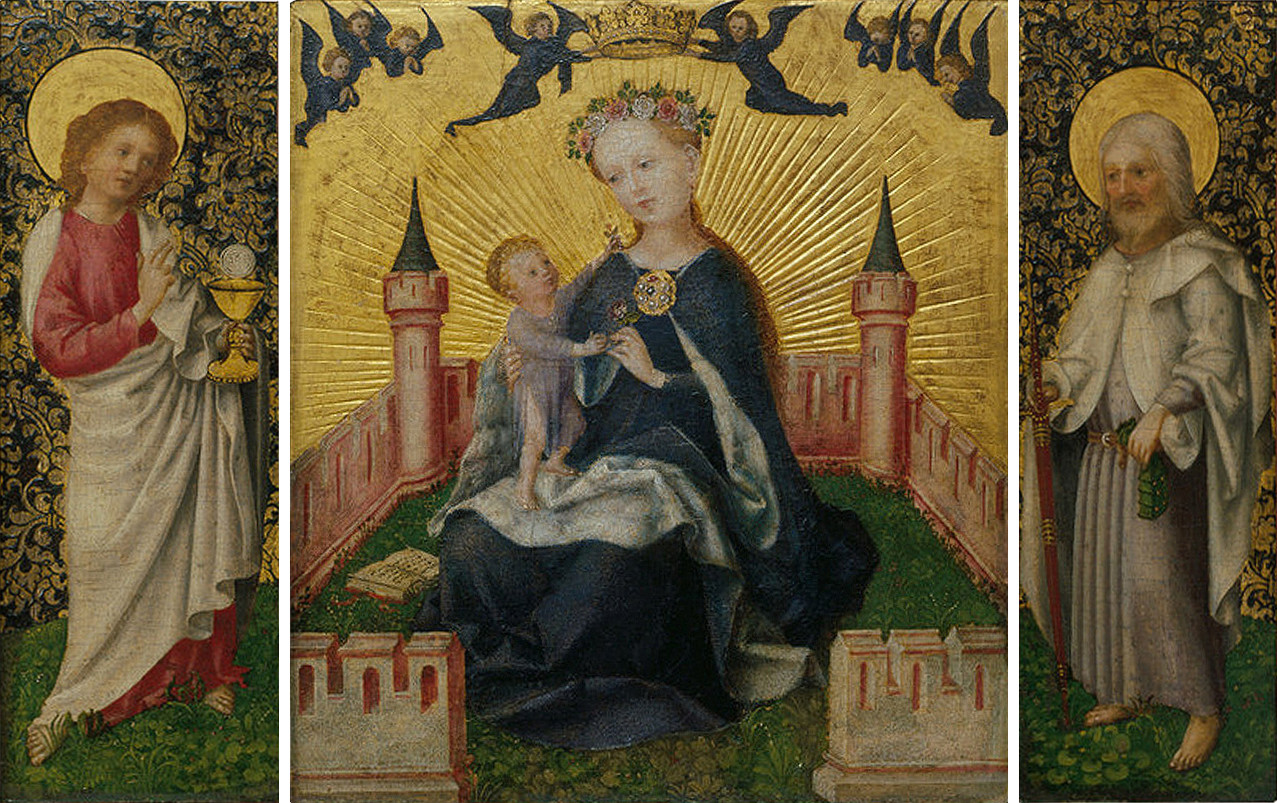
Muttergottes im Paradiesgarten, Köln